# 시사 플러스
시사 플러스는 KBS 1라디오에서 방송했던 라디오 시사 프로그램이다.
2003년 7월 14일에 첫방송을 시작해 역대로 방송 분량과 진행자가 변경되어 방송됐으나 2008년 11월 14일 방송을 마지막으로 5년만에 폐지되었다.

## 역대 방송시간
| 방송 채널   | 방송 기간                          | 방송 시간                        |
| ----------- | ---------------------------------- | -------------------------------- |
| KBS 1라디오 | 2003년 7월 14일 ~ 2007년 4월 14일  | 월~토요일 오전 9:10 ~ 오전 10:58 |
| KBS 1라디오 | 2007년 4월 16일 ~ 2008년 11월 15일 | 월~토요일 오전 9:10 ~ 오전 10:50 |

## 역대 진행자
- 2003년 7월 14일 ~ 2004년 4월 24일 : 송지헌, 신성원
- 2004년 4월 26일 ~ 2004년 10월 16일 : 이현주, 정은승
- 2004년 10월 18일 ~ 2006년 4월 22일 : 이경주, 정은승
- 2006년 4월 24일 ~ 2006년 11월 4일 : 김방희, 지승현
- 2006년 11월 6일 ~ 2008년 4월 19일 : 김방희, 조수빈
- 2008년 4월 21일 ~ 2008년 11월 15일 : 김방희

## 역대 오프닝
- 매일 아침 9시 10분 당신의 성공 예감 시사 플러스 (2003년 7월 14일 ~ 2006년 4월 22일)
- 매일 아침 9시 10분 당신의 성공 예감 김방희, 지승현의 시사 플러스 (2006년 4월 24일 ~ 2006년 11월 4일)
- 매일 아침 9시 10분 당신의 성공 예감 김방희, 조수빈의 시사 플러스 (2006년 11월 6일 ~ 2008년 4월 19일)
- 매일 아침 9시 10분 당신의 성공 파트너 김방희의 시사 플러스 (2008년 4월 21일 ~ 2008년 11월 15일)